# Slag bij Paterna
De Slag bij Paterna vond plaats in 1065 tussen de troepen van het christelijke koninkrijk León, onder bevel van Ferdinand I van León, en die van de islamitische taifa Valencia, onder bevel van Abd al-Malik ibn Abd al-Aziz al-Muẓaffar. De strijd vond plaats op hetzelfde moment als het Beleg van Valencia en resulteerde in een overwinning voor het koninkrijk León.

## Achtergrond
Na de Slag bij Graus in 1063, waarin Ferdinand I van León de Infant Sancho II van Castilië stuurde om Ahmed I ben Sulaiman al-Muktadir van Taifa Zaragoza te steunen, stopte al-Muktadir met het betalen van paria's aan de Castilianen. Zonder Castiliaanse steun was Sancho I van Aragón in staat Barbastro en Ebro-vallei aan te vallen en in het voorjaar van 1065 werd de stad Valencia belegerd.

## Strijd
Eenmaal belegerd door de moslims van Valencia werden de christelijke Leonezen geconfronteerd met de krachtige verdediging van Abd-al-Màlik al-Mudhàffar en de onmogelijkheid om de muren stormenderhand te veroveren. De Leonezen simuleerden een terugtocht en de moslims achtervolgden ze, maar bij de hoogte van Paterna, op de linkeroever van de Turia, verrasten de Leonezen hen. Totaal onvoorbereid leden de moslims zeer veel verliezen.

## Gevolgen
Na de slag hervatte de christenen het beleg, maar hun koning werd ziek en trok zich terug in Leon, waar hij op 27 december stierf. Abd-al-Malik al-Mudhaffar werd afgezet door zijn schoonvader, de emir van Toledo, Yahya ibn Ismail al-Ma'mun en Barbastro werden spoedig terug heroverd door Taifa Zaragoza.